# Kanton Contres
Contres is een voormalig kanton van het Franse departement Loir-et-Cher. Het kanton maakte deel uit van het arrondissement Blois. Het werd opgeheven bij decreet van 21 februari 2014 met uitwerking op 22 maart 2015.

## Gemeenten
Het kanton Contres omvatte de volgende gemeenten:
- Candé-sur-Beuvron
- Cheverny
- Chitenay
- Contres (hoofdplaats)
- Cormeray
- Cour-Cheverny
- Feings
- Fougères-sur-Bièvre
- Fresnes
- Monthou-sur-Bièvre
- Les Montils
- Oisly
- Ouchamps
- Sambin
- Sassay
- Seur
- Valaire